# Голестан (остан)
Голеста́н (перс. گلستان — Golestân) — одна з 30 провінцій (останів) Ірану.
Остан розташований на півночі країни. Центр провінції — Горган, інші великі міста — Гонбад-е-Кабус (140 тис.), Бендер-Торкеман (127 тис.), Гомішан (100 тис.), Кордкуй (68 тис.), Аліабад-е-Катул (47 тис.), Бандар-Газ (47 тис.), Азадшагр (39 тис.), Мінудашт (26 тис.), Раміян (12 тис.).
| Іран | Це незавершена стаття з географії Ірану. Ви можете допомогти проєкту, виправивши або дописавши її. |